# Orchelimum concinnum
Orchelimum concinnum är en insektsart som beskrevs av Scudder, S.H. 1862. Orchelimum concinnum ingår i släktet Orchelimum och familjen vårtbitare. Inga underarter finns listade i Catalogue of Life.